# Chris Gebert
Christian „Chris“ Gebert (* 8. Mai 1985) ist ein deutscher Schauspieler und Regisseur sowie ein Model.

## Leben
Chris Gebert wurde 2002 im Alter von 17 Jahren von einer Düsseldorfer Agentur als Model entdeckt und arbeitete anfangs in Europa. Hier stand er für Fashion-Shootings in Italien und Deutschland vor der Kamera. Später ging er nach Asien, wo er seine Arbeit als Model in Hongkong Kong, Shanghai und Tokio professionalisierte. In dieser Zeit arbeitete er unter anderem für Calvin Klein, Jil Sander, Versace und Gianfranco Ferré.
Von 2002 bis 2006 besuchte Gebert die Arturo Schauspielschule in Köln. Im Anschluss daran beschloss er 2008, das Modeling hinter sich zu lassen und seine Karriere als Schauspieler voranzutreiben.
Er ging zunächst nach Ulm ans Theater, begann aber recht schnell für das Fernsehen zu arbeiten. Nach einigen Gastauftritten hatte Chris Gebert sein erstes großes TV-Engagement in der Telenovela Anna und die Liebe. Von November 2010 bis April 2012 spielte er den extrovertierten Assistenten Virgin. Seitdem ist er kontinuierlich in unterschiedlichen nationalen und internationalen TV- und Filmproduktionen zu sehen. Unter anderem in der Erfolgsserie Dogs of Berlin, im Film „Wunderschön“ (2020) von Karoline Herfurth und neben Elyas M’Barek im Film „1000 Zeilen“ (2021) von Michael Herbig.
Gebert ist mit regelmäßigen Auftritten auch auf Theaterbühnen zu sehen. Mit dem Stück Auf dem Campingplatz unter der Regie von Andrew Bardwell tourte er 2010 durch England. Bei den Theatergastspielen Fürth ist Chris Gebert seit 2016 zu Gast.
Seit 2013 ist er außerdem Inhaber der Schauspiel-Agentur So&Anders.
Gemeinsam mit Schauspielkollegin Lilli Hollunder spricht er seit 2019 im Podcast „MEA CULPA – Schande über unser Haupt“ unter anderem über Dating, Männer, Beauty und ganz viel Gossip.

## Filmografie (Auswahl)
- 2006–2007: Unter uns
- 2006: Alles was zählt (Folge 47)
- 2006: Angezählt
- 2007: Jakobs Bruder
- 2007: Brüder im Herrn
- 2007: Evelyn
- 2007: Mein Leben und ich
- 2008: 112 – Sie retten dein Leben
- 2008: 4 Singles
- 2009: Herbstflattern
- 2010–2012: Anna und die Liebe (Folge 566–926)
- 2012: Colette
- 2014: Sorry Guys
- 2014: 84m2
- 2016: SOKO Stuttgart
- 2017: Die Spezialisten – Im Namen der Opfer
- 2017: Dogs of Berlin
- 2018: True Story
- 2019: Wunderschön
- 2019: Match! Promis auf Datingkurs
- 2020: Wunderschön
- 2021: 1000 Zeilen
- 2023: Einspruch, Schatz! – Ein Fall von Liebe
- 2024: Blutige Anfänger: Spiel, Satz und Mord

## Theater (Auswahl)
- 2003: Paul’s Club (Musikalisches Stück) – Kölner Theaternacht
- 2003: Kreta (Impro-Theater) – Arturo-Theater Köln
- 2004: Die Familie Schroffenstein (H. von Kleist) – Arturo-Theater Köln
- 2004: Vorher/Nachher (Roland Schimmelpfennig) – Arturo-Theater Köln
- 2004: Mister Pilks Irrenhaus (Ken Campell) – Kölner Theaternacht
- 2005: Im weißen Rössl – Seebühne Blankenheim
- 2005: Gefängnis (Bill Mokridge) – Bauturmtheater Köln
- 2005: Das Genie (Roland Weitz) – Bauturmtheater Köln
- 2005: Freier Wille, Wahre Triebe (Nicky Silver) – Bauturmtheater Köln
- 2006: Ein Monat auf dem Lande (Turgenjew) – Prinz Regent Theater Bochum
- 2007: Die Kaktusblüte – Theater Neu-Ulm
- 2008: Ganze Kerle – Theater Neu-Ulm
- 2009: Drei Taler Märchen –  Astrid Lindgren Bühne Berlin
- 2010: Auf dem Campingplatz – Tournee durch England
- 2013: Ein Mann für’s Grobe – Schlosspark Theater Berlin
- 2016–2018: Rosa Wolken – Theatergastspiele Fürth
- 2019–2020: Das Bildnis des Dorian Gray – Theatergastspiele Fürth

## Belege
1. ↑  Theatergastspielen Fürth
2. ↑  So&Anders

| Personendaten    | Personendaten                                   |
| ---------------- | ----------------------------------------------- |
| NAME             | Gebert, Chris                                   |
| ALTERNATIVNAMEN  | Gebert, Christian (vollständiger Name)          |
| KURZBESCHREIBUNG | deutscher Schauspieler, Mannequin und Regisseur |
| GEBURTSDATUM     | 8. Mai 1985                                     |